# Samuel Hoar

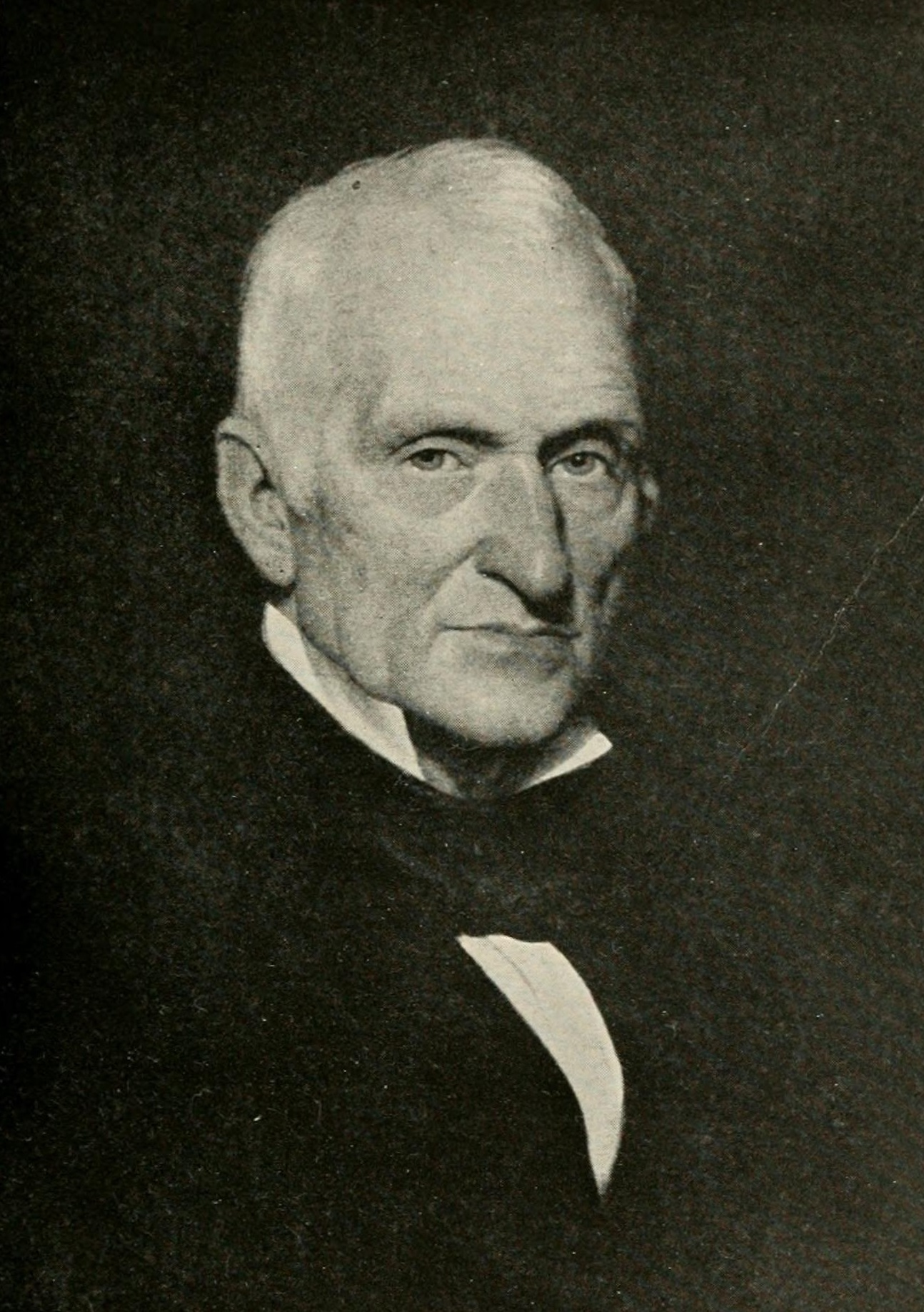
Samuel Hoar, 1920

Samuel Hoar (* 18. Mai 1778 in Lincoln, Middlesex County, Massachusetts; † 2. November 1856 in Concord, Massachusetts) war ein US-amerikanischer Politiker. Zwischen 1835 und 1837 vertrat er den Bundesstaat Massachusetts im US-Repräsentantenhaus.

## Werdegang
Samuel Hoar war Mitglied einer bekannten Politikerfamilie. Er war der Vater von US-Senator George Frisbie Hoar (1826–1904) und von US-Justizminister Ebenezer R. Hoar (1816–1895) sowie der Großvater der Kongressabgeordneten Rockwood Hoar (1855–1906) und Sherman Hoar (1860–1898). Außerdem war er der Schwiegersohn von US-Senator Roger Sherman (1721–1793). Er studierte bis 1802 an der Harvard University. Nach einem anschließenden Jurastudium und seiner 1805 erfolgten Zulassung als Rechtsanwalt begann er in Concord in diesem Beruf zu arbeiten. Gleichzeitig schlug er eine politische Laufbahn ein. Er schloss sich zunächst der Föderalistischen Partei an; später wurde er Mitglied der National Republican Party, der Whig Party, der Free Soil Party und der 1854 gegründeten Republikanischen Partei. Im Jahr 1820 war er Delegierter auf einer Versammlung zur Überarbeitung der Staatsverfassung von Massachusetts. 1824 wurde er in die American Academy of Arts and Sciences gewählt. In den Jahren 1826, 1832 und 1833 saß er im Senat von Massachusetts.
Bei den Kongresswahlen des Jahres 1834 wurde Hoar im vierten Wahlbezirk von Massachusetts in das US-Repräsentantenhaus in Washington, D.C. gewählt, wo er am 4. März 1835 die Nachfolge von Edward Everett antrat. Da er im Jahr 1836 nicht bestätigt wurde, konnte er bis zum 3. März 1837 nur eine  Legislaturperiode im Kongress absolvieren. Diese war von den Diskussionen um die Politik von Präsident Andrew Jackson geprägt. Nach dem Ende seiner Zeit im US-Repräsentantenhaus praktizierte Hoar wieder als Anwalt. Im Jahr 1844 wurde er im Auftrag der Staatsregierung von Massachusetts nach South Carolina entsandt, um das Verhalten der dortigen Regierung zu untersuchen, die freien Afroamerikanern die Ausreise nach Massachusetts verweigerte. Hoar wurde in South Carolina kurzerhand des Staates verwiesen. Dies löste in Massachusetts Proteste und Diskussionen über die im Süden praktizierte Sklaverei aus.
1850 war Samuel Hoar Abgeordneter im Repräsentantenhaus von Massachusetts; fünf Jahre später fungierte er als Vorsitzender der Gründungsversammlung der Republikanischen Partei in seinem Staat. Samuel Hoar starb am 2. November 1856 in Concord.